# Thurso Castle

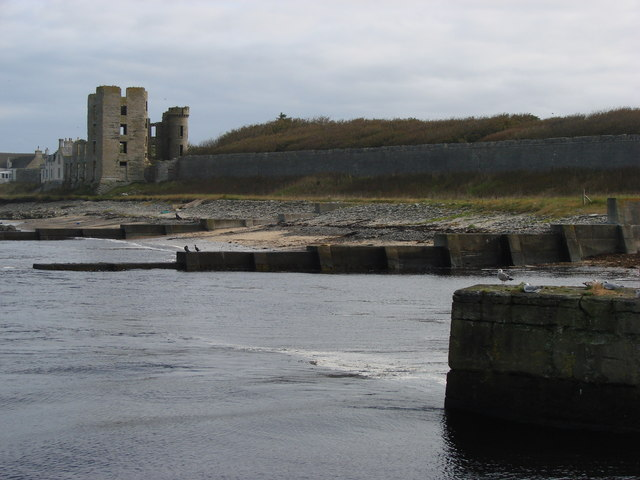
Thurso Castle

Thurso Castle, auch Castrum de Thorsa, Castle of Ormly oder Castle of Ormlie, ist die Ruine einer Niederungsburg aus dem 19. Jahrhundert in Thurso in der schottischen Grafschaft Caithness, die heute Teil der Council Area Highland ist. Die Ruine liegt in Thurso East neben der Castletown Road, östlich des Flusses Thurso, und man kann sie von der anderen Seite des Flusses gut sehen. Die heutige Burgruine stammt von 1872. Ein großer Teil der Burg wurde 1952 abgerissen. Auf dem Gelände gab es seit dem 12. Jahrhundert eine Festung. Ein Teil der Burg ist noch bewohnbar und heute noch der Sitz der Viscounts Thurso. Ihr ehemaliges Torhaus ist als Denkmal der Kategorie B klassifiziert.

## Geschichte
Der Name „Thurso“ bedeutet „Thors Fluss“ und wurde von den Wikingern vergeben. In Thurso East gab es eine Burg, die als Residenz der Earls of Orkney and Caithness diente. Vermutlich handelt es sich dabei um die Erdwerksanlage, die 1157 als „Thorsa Castle“ verzeichnet ist. Sie brannte Anfang des 16. Jahrhunderts nieder, und keine Spur davon ist heute mehr erhalten.
„The Arch“, auch Thurso Castle genannt, ließ George Sinclair, 6. Earl of Caithness, 1665 errichten. Aus dem Vertrag zwischen ihm und dem Baumeister Donald Ross geht ein Preis von 600 Mark hervor. Später war Sir John Sinclair, 1. Baronet, der Herr von Thurso; er ließ eine neue Burg oder Festung errichten. In den Jahren 1806 und 1835 wurde dieses Gebäude restauriert und erweitert.
Das heutige Gebäude, eine gotische Ruine aus viktorianischer Zeit, wurde 1872 errichtet und 1952 abgerissen.

## Architektur

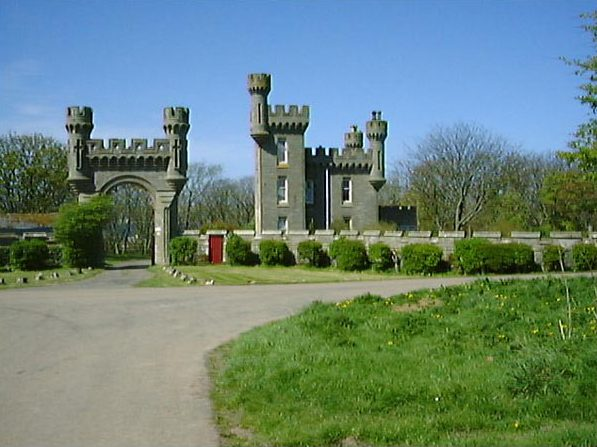
Torhaus von Thurso Castle

Das vorhergehende Gebäude „The Arch“ wurde 1802 als „das schmuckvollste Stück Architektur im Norden“ beschrieben. Robert Sinclair nennt die heutige Burgruine „eine galante, ruinöse Erinnerung ihres früheren gotischen Ruhms“. Auf der Südseite der Anlage befinden sich ein Torhaus und die zugehörige Lodge in ordentlichem Zustand. Auf der Nordseite, am Fluss, liegen die Überreste des Nordturms und eines Gebäudeflügels. Im 20. Jahrhundert wurden die unteren Fenster mit Ziegeln verschlossen. Der Brunnen ist 6,1 Meter tief.

## Anwesen
Das hügelige Burggelände namens Brown Hill liegt 800 Meter östlich von Thurso in der Nähe des Atlantiks auf einem Felsen. Ein Pfarrhaus wurde 1818 unter Nutzung einiger Bausteine von der Burg auf dem Gelände erbaut. Etwa 1,6 Kilometer nordöstlich liegt Harald Tower, der 1780 errichtet wurde und als Friedhof für die Sinclairs von Thurso diente.